# 史密斯敦 (北卡羅萊納州)
史密斯敦（英語：Smithtown）是位於美國北卡羅萊納州亞德金縣的普查規定居民點。

## 人口
根據2020年美國人口普查的數據，史密斯敦的面積為3.49平方千米，當中陸地面積為3.47平方千米，而水域面積為0.02平方千米。當地共有人口224人，而人口密度為每平方千米64.18人。